# Meerlust

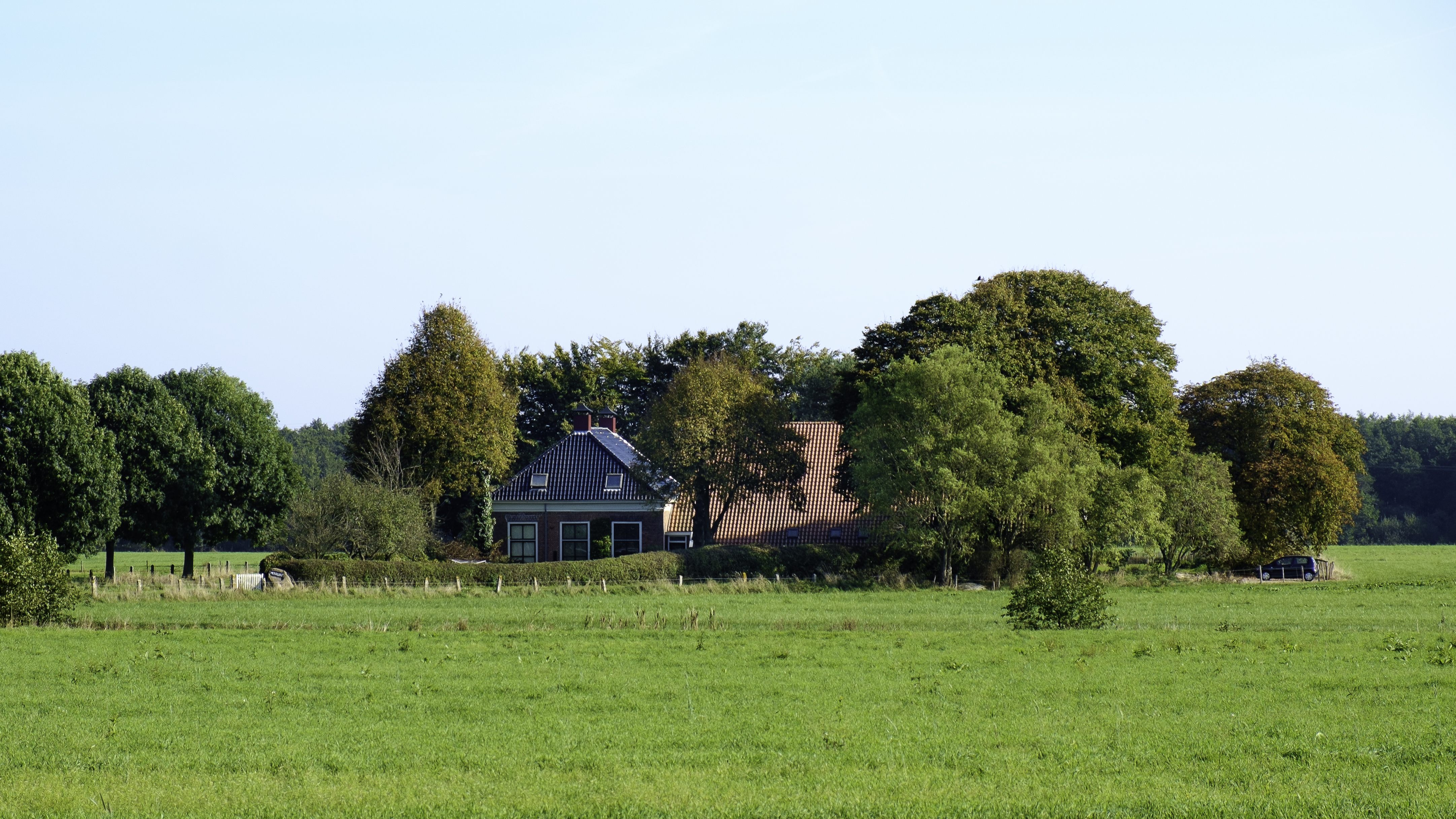
Huidige boerderij Meerlust uit 1823 gezien vanaf de Lageweg

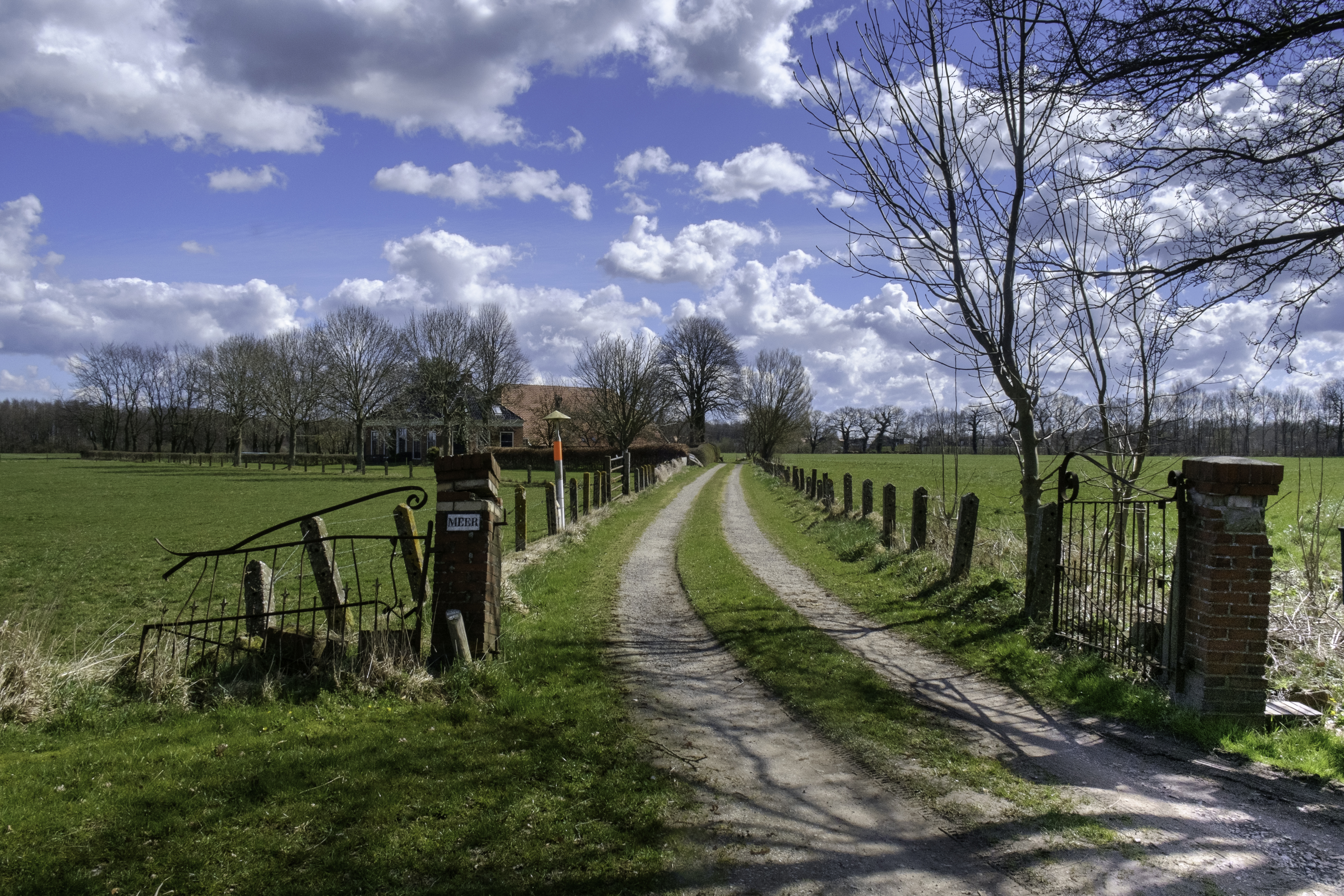
Toegang naar Meerlust vanaf de Koningsteeg

Meerlust was het noordelijkste van drie buitenplaatsen aan westzijde van het Zuidlaardermeer op de grens van de Nederlandse provincies Groningen en Drenthe. Het stond ten zuidoosten van het Groningse dorp Noordlaren aan de Koningsteeg 3 en werd omringd door een landgoed. Ten zuiden ervan lag over de grens in Drenthe de buitenplaats De Bloemert en ten zuiden daarvan de buitenplaats Meerwijk.

## Geschiedenis

### Voorgeschiedenis
Voor de bouw van de buitenplaats stond er een omgrachte boerderij aan wegzijde van de latere buitenplaats. Deze boerderij vormde onderdeel van de tafelgoederen van de bisschop van Utrecht in het Gorecht. Dit wordt afgeleid uit het feit dat deze tafelgoederen in handen kwamen van de stad Groningen in 1536, na het aannemen van Karel V als heer. Vanaf die tijd is sprake van een 'stadshofte'. In 1547 wordt gesproken van 'der stadt Hoffstede'. Bij deze hofstede hoorde een achtste van een kwart waardeel in de marke Noordlaren, dat recht gaf op een aantal weiden bij Noordlaren en jacht- en visrecht. In de loop der tijd kreeg de boerderij de naam 'olde hof'. Mogelijk werd de boerderij met het dorp Noordlaren platgebrand in 1591. In een verpachting van de stadslanden onder Noordlaren uit 1618 wordt de boerderij niet genoemd, hetgeen dit vermoeden versterkt. De boerderij was in dat geval ruim 25 jaar later nog steeds niet herbouwd. Daarna zal de boerderij echter wel herbouwd zijn. De stadsplaats werd waarschijnlijk vóór het jaar 1634 verkocht door de stad Groningen aan medicus Bernardus Lugda. Naar hem werd de boerderij 'Lugdaplaats' genoemd. Lugda en de eigenaren na hem kwamen allemaal uit de stad Groningen en woonden er doorgaans niet zelf, maar verpachtten de boerderij. De eigenaren gebruikten alleen de een optrekje in de boerderij om van hieruit in de omgeving te vissen en te jagen: Het was hen vooral te doen om de heerlijke rechten die op de boerderij rustten. Lugda's nazaten verkochten de boerderij waarschijnlijk onderhands rond 1660. In 1671 werd Petrus Nicolai à Wyckma eigenaar. Na de dood van zijn vrouw kregen hun beide kinderen de helft van de boerderij. In 1690 was Petrus Nicolai echter in financiële moeilijkheden geraakt en moest zijn helft van de boerderij verkopen. Zijn kinderen kochten daarop ook dit deel. In 1693 verkochten zij het huis aan muntmeester van de stad groningen Egbert Marinus, die de boerderij vóór 1710 weer verkocht aan brouwer Regnerus Cremers. Deze ging echter in 1730 failliet, waarop de boerderij gerechtelijk werd verkocht. De boerderij bestond toen uit een 'behuizinge met bomen, planten en plantages, alsmede een kamp en een stuk weiland.' Bij de boerderij hoorde een half waardeel in de marke van Noordlaren. Koper van de boerderij was Regnerus Tjaarda de Drews.

### Huize Meerlust
Regnerus Tjaarda de Drews was de zoon van de Groninger burgemeester Johan de Drews, die reeds op Meerwijk woonde. Regnerus Tjaarda liet kort na de aankoop iets achter de oude boerderijplaats het nieuwe huis Meerlust bouwen als zijn eigen buitenplaats. De naam is mogelijk afgeleid van Meerwijk, maar hierover zijn geen bronnen overgeleverd. Het huis had een omvang van 20 bij 12 meter en was daarmee een stuk groter dan het huis van zijn vader. Het huis zou volgens een advertentie hebben bestaan uit tien kamers, waaronder een provisiekamer, mangelkamer (waskamer), twee keukens en twee kelders, maar het is niet ondenkbaar dat dit een wat opgeklopte stand van zaken was om het huis beter te kunnen verkopen. De oude boerderij werd afgebroken en vervangen door een nieuw schathuis in het verlengde ten zuiden van het huis Meerlust. Dit schathuis was ongeveer even groot als Meerlust en was bedoeld voor de huisvesting van de knechten en meiden en er bevond zich een melkkamer en een paarden- en veestalling. Waarschijnlijk waren beide gebouwen met elkaar verbonden door een poorthuis. Het geheel moet in dat geval een langgerekte indruk hebben gemaakt op voorbijgangers destijds. Ten slotte werd ten zuidwesten van de buitenplaats een varkenshok gebouwd met daarop een duiventil. Achter het huis en het schathuis lag een Franse tuin en daarachter een bos dat uitliep op het haverland bij het Zuidlaardermeer. Het huis had een eigen schipsloot naar het meer om er te kunnen jagen en vissen. een groot deel van het jaar werd de buitenplaats echter niet gebruikt. Het landgoed werd beheerd door een pachter.
Na het overlijden van Regnerus Tjaarda in 1759 kwam Meerlust bij de boedelscheiding aan zijn zoon Rudolf de Drews. hij verkreeg ook het haverland aan het Zuidlaardermeer en waarschijnlijk was hij het die een theekoepel nabij de schipsloot bouwde. Rudolf verkreeg tijdens zijn leven door overerving een aantal andere familiebezittingen, waaronder ook Meerwijk en De Bloemert. Hierdoor groeide hij uit tot de rijkste inwoner van Groningen. In 1806 overleed hij, waarop zijn zoon Johan de Drews in 1808 bij de boedelscheiding Meerlust kreeg. Deze Johan was volgens Jetzo Boeles ook verantwoordelijk voor de redding van hunebed G1 rond 1800, al wordt ook ambtman Lambertus Beckeringh van bet Gericht van Selwerd ook wel gezien als redder.
Johan de Drews verkreeg de buitenplaats toen de adellijke rechten als gevolg van de Bataafse Revolutie en daaropvolgende Franse tijd waardeloos geworden waren en de inkomsten als gevolg daarvan drastisch waren teruggelopen. De buitenplaatsen werden daardoor te duur om allemaal te behouden. Verkopen bleek echter ook lastig, want weinigen zaten te wachten op de bijbehorende onderhoudskosten: In 1813 probeerde Johan de Drews de buitenplaats tevergeefs te verkopen. In 1816 kwam hij verder onder druk te staan toen de kerkeraad van Noordlaren van hem verlangde dat hij een geleende som geld op korte termijn zou moeten terugbetalen. Hij zette daarop in januari 1816 de buitenplaats weer te koop. Het goed werd toen beschreven als "de buitenplaats Meerlust genaamd, zeer aangenaam gelegen onder Noordlaren aan het Zuidlaardermeer, bestaande in een royale herenbehuizinge met verdere annexen en daarbij behorende gebouwen, koepel en schiphuis aan het meer, tuinen, waarin een trekkast, gemetselde broeibaksribben, vijvers en vele fijne vruchtdragende bomen, en bossen." Toen ook hierop geen enkele koper inging liet hij de buitenplaats enkele maanden later op afbraak en in verschillende percelen verkopen. Verschillende delen van het landgoed kwamen zo in verschillende handen. Het grootste deel kwam in handen van landbouwer Jan Homan.

### Latere geschiedenis
Het koetshuis ten oosten van de nu onbebouwde omgrachte huisplaats werd daarop door Homan bewoond. De bossen op het terrein liet hij deels kappen. In 1822 verkocht Homan de boerderij en omringende nog aanwezige tuinen en bossen aan legerkapitein Louis Ferdinand de Wosson (geboren von Wusson). Hij liet kort daarna het koetshuis slopen en in 1823 vervangen door de huidige boerderij. In 1829 stierf hij. Het jaar erop werd het huis verkocht als 'Buitengoed Meerlust'. Het omvatte toen volgens de advertentie onder andere de "royale boerenbehuizinge" met woonkamer, slaapkamer, logeerkamer, keuken, karnkamer, kelder en zolder, Friese schuur met een stal voor 8 tot 10 koeien of paarden, nog een paardenstal, turfschuur met varkenshok, "welaangelegde tuinen, bouw- en weidelanden en een groot bos". Het geheel omvatte ruim 8 hectare grond.
Koper was landbouwer Albert Albartus Hoenderken. Hij liet de oude omgrachte huisplaats van de vroegere 'stadshofte' egaliseren en de boerderij veranderde hij enigszins door de keuken te verplaatsen naar de logeerkamer en de vrijgekomen ruimte bij de schuur te trekken. Hij en zijn vrouw Jeichien Egges Boois liggen begraven bij de kerk van Noordlaren. Hun kinderen Albartus en Kornelsien verkregen het goed in 1866 na hun dood mandelig en lieten vervolgens het "grote bos" kappen om het om te vormen tot bouw- en weiland. Ook kochten zij een perceel aan noordzijde (terug) waar vroeger het "kleine bos" van Meerlust had gestaan. Na de dood van Kornelsien en de ongehuwde Albartus kwam Meerlust in 1902 volledig in handen van de dochter van Kornelsien en haar man Arend Sants Haddering; Aaltje Haddering. Zij was op Meerlust geboren. Na haar huwelijk met Hendrik Berend Renken vertrok zij van Meerlust naar zijn boerderij in Vriescheloo. Hij stierf echter al snel, waarop ze in 1908 met haar drie kinderen terugkeerde naar haar vader op de boerderij Meerlust. Daarop werd in 1910 een plan gemaakt om de boerderij uit te breiden tot twee behuizingen. Maar deze plannen werden maar voor een klein deel doorgezet: Het huis kreeg aan westzijde een serre en er werd een dakkapel opgetimmerd. Een plan voor een serre aan noordzijde werd niet doorgezet. Vanaf 1928 werd de boerderij verhuurd, omdat Aaltjes zoon Arend Sants Renken toen in Amerika verbleef. Daarna ging de familie het weer bewonen. In 1936 werden de iepen rond Meerlust gekapt wegens aantasting door iepziekte. Na de dood van moeder Aaltje in 1951 woonden alleen de ongehuwde Arend Sants Renken en zijn ongehuwde zus Aikiena Kornelsje Renken nog op Meerlust. Het huis raakte toen steeds verder in verval. Na de dood van Aikiena in 1967 werd dit alleen maar erger omdat Arend nauwelijks zijn bed nog uitkwam. In 1974 werd de woning onbewoonbaar verklaard door de gemeente Haren en moest Arend Sants Renken het huis verlaten. Het huis verviel ondertussen steeds verder. Vier jaar later werd hij door de rechter onder curatele gesteld (4 jaar later overleed hij), waarop het huis vrijkwam.
Het huis werd overgenomen door de familie Kollé die het huis eind jaren 1970 volledig restaureerde. In 1988 werd het verkocht aan de familie van Herwerden, die het huis in tweeën liet splitsen zodat er twee families konden wonen. Ook bevond zich er tot 1993 een garagebedrijf. In 2012 werd het huis door van Herwerden verkocht aan een andere particulier.